# Recilia schmidtgeni
Recilia schmidtgeni är en insektsart som beskrevs av Wagner 1939. Recilia schmidtgeni ingår i släktet Recilia och familjen dvärgstritar. Inga underarter finns listade i Catalogue of Life.